# کازوهیرو ناکاتا
کازوهیرو ناکاتا (انگلیسی: Kazuhiro Nakata؛ زادهٔ ۱۹ مارس ۱۹۵۸) صداپیشگی در ژاپن اهل ژاپن است.